# Martué
Martué est un petit village de la ville belge de Florenville situé en Région wallonne dans la province de Luxembourg.
Il fait partie de la section de Lacuisine.

## Géographie
Tout comme Lacuisine, le village est situé au nord de Florenville, à l’intérieur d’un méandre très accentué de la Semois (un affluent de la Meuse) ouvert du côté nord. Il en occupe le côté occidental.

## Patrimoine
- La chapelle saint Roch[1].
- La croix de justice de 1327 - année de l'affranchissement par la loi de Beaumont.

## Associations
Actuellement plusieurs associations animent les deux villages. Parmi elles, La Ferme équestre de Martué (A.S.B.L.), le Syndicat d'initiative de Lacuisine-Martué, le Comité de village de Martué et le Comité de parents de Lacuisine.

## Vues de Martué

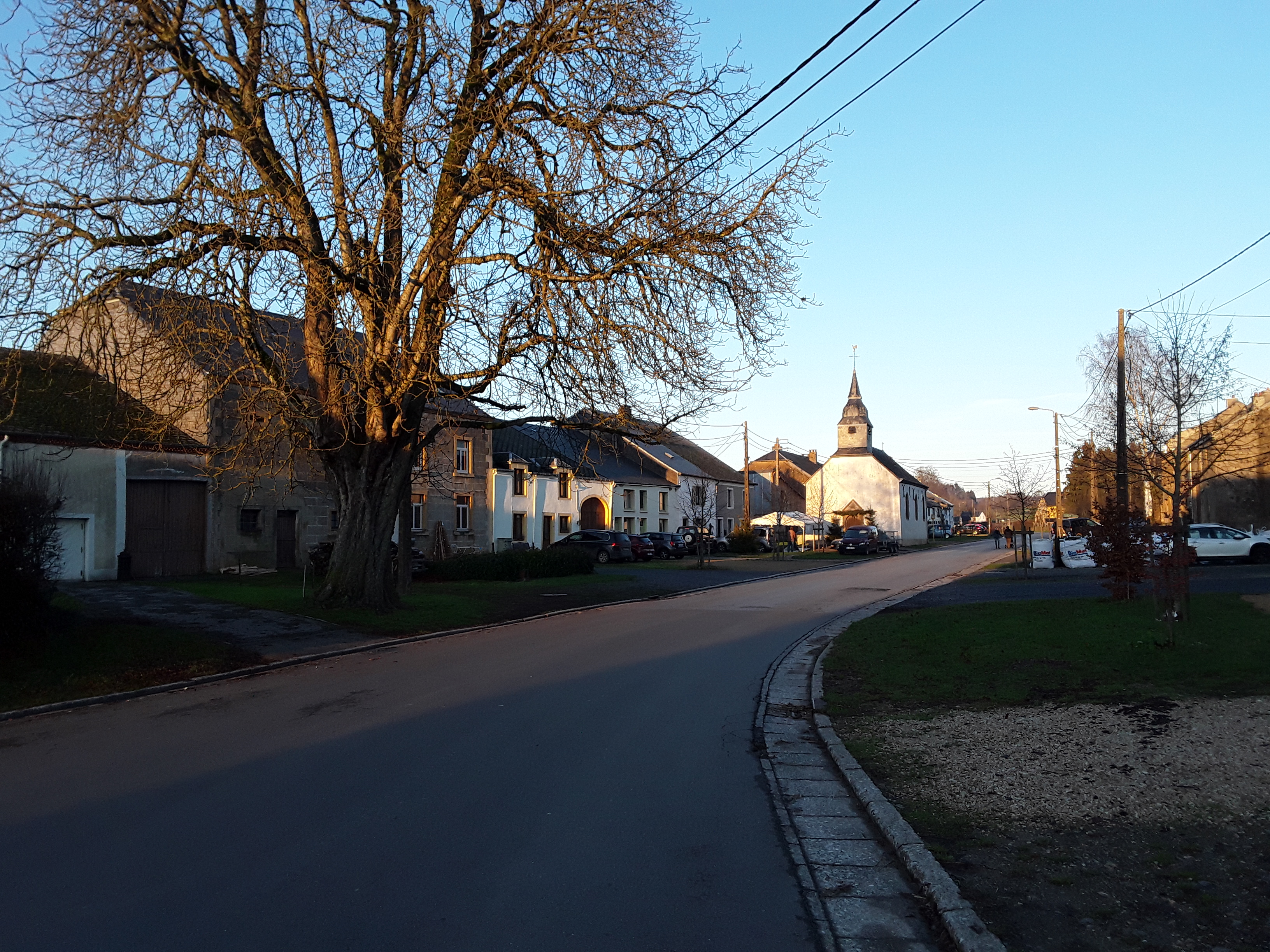
La rue principale de Martué.
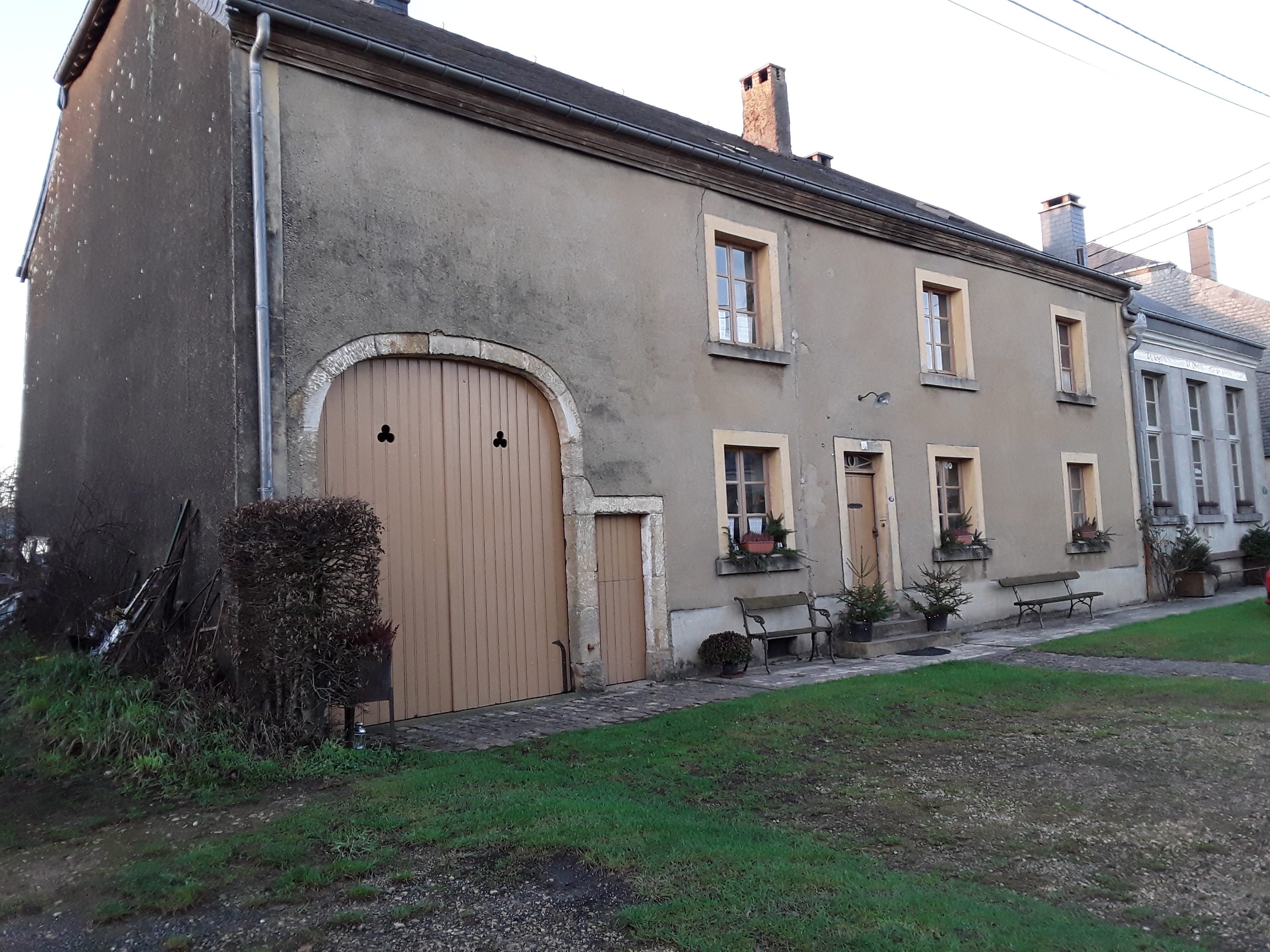
Maison à Martué avec son usoir.
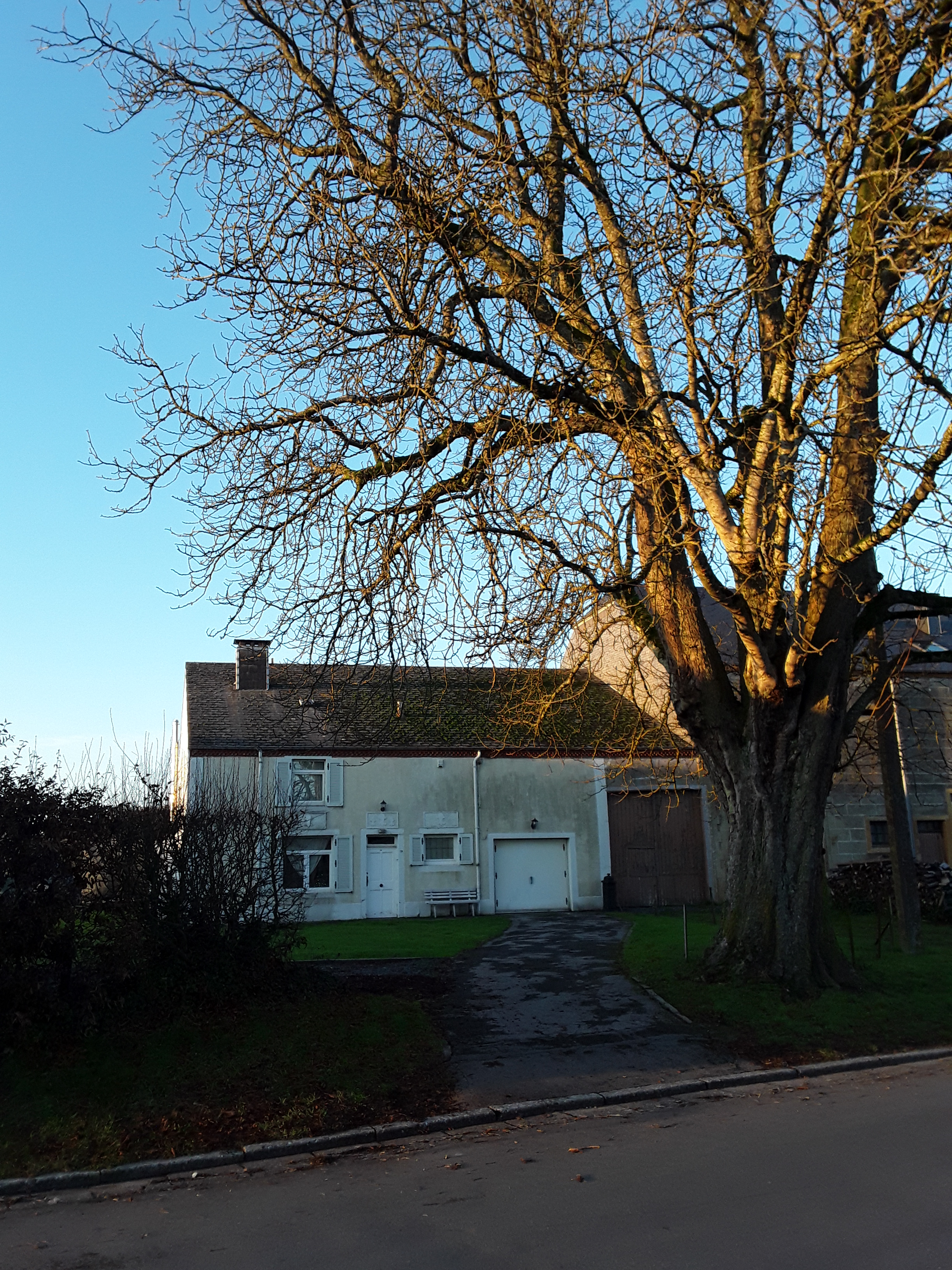
Maison à Martué avec son usoir.
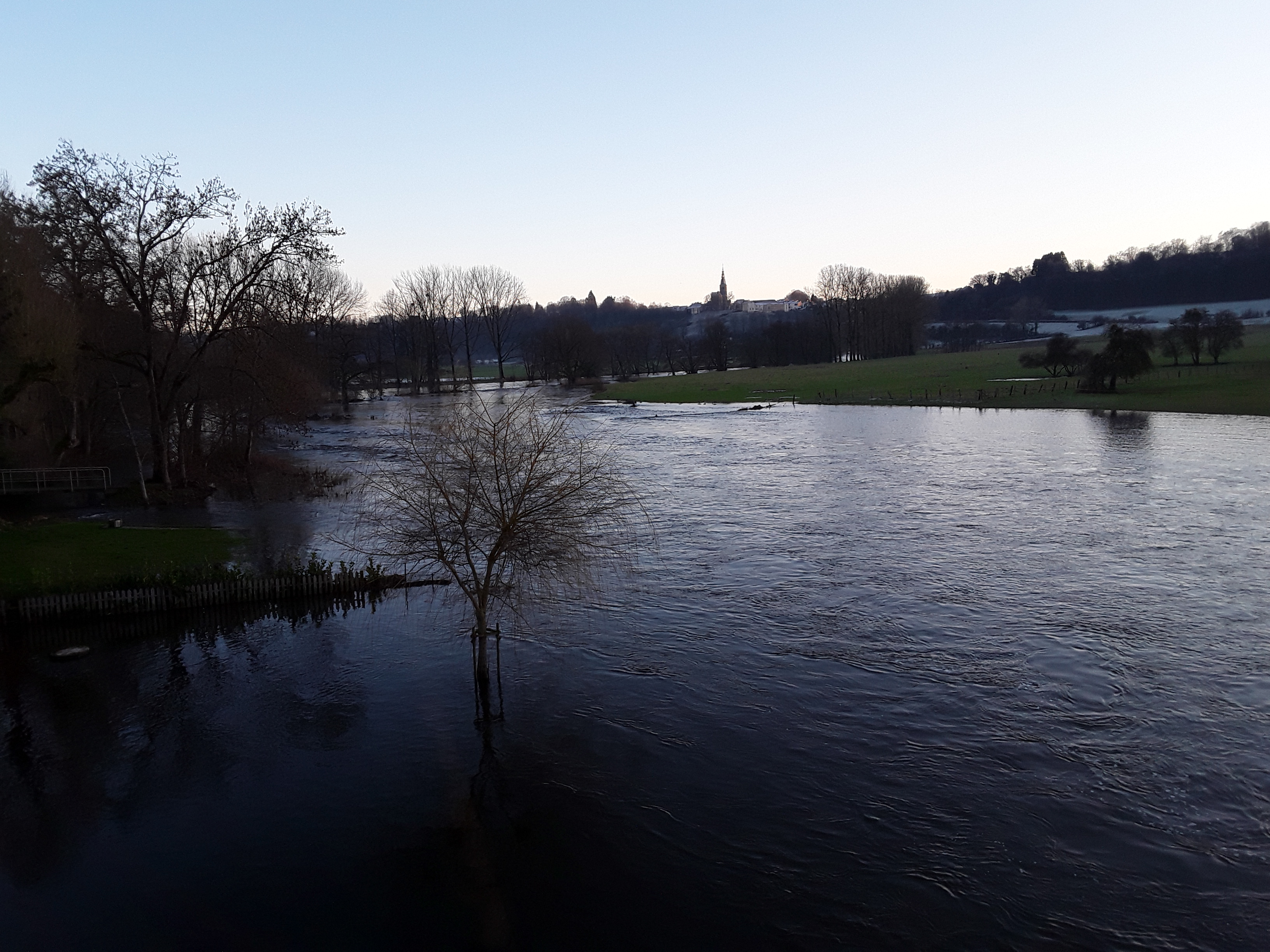
La Semois en crue à Martué, avec Florenville à l'horizon. (Photo prise du pont de Martué)
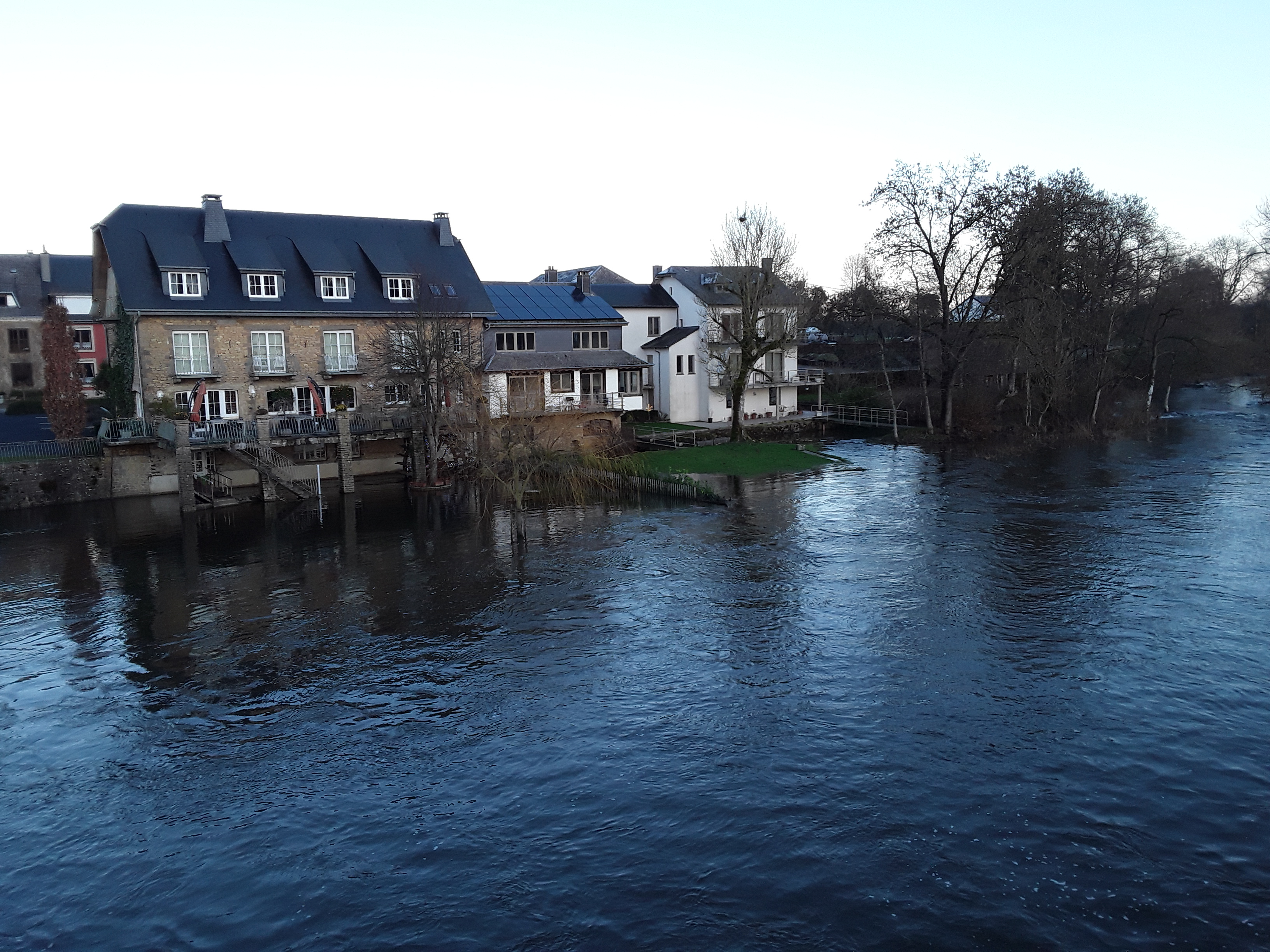
La Semois en crue à Martué, avec l'ancien moulin à gauche. (Photo prise du pont de Martué)